# Chanda (Aldan)
Die Chanda (russisch Ханда, auch Бе́лая/Belaja, Die Weiße) ist ein rechter Nebenfluss des Aldan in der Republik Sacha in Ostsibirien.
Die Chanda entspringt im Sette-Daban-Höhenzug. Sie fließt in überwiegend westlicher Richtung. Sie durchschneidet dabei die von Norden nach Süden verlaufenden Gebirgszüge. Sie erreicht schließlich die Mitteljakutische Niederung und mündet in den Aldan. Die Chanda hat eine Länge von 281 km. Ihr 8790 km² großes Einzugsgebiet liegt zwischen den Flussläufen von Allach-Jun im Osten und Aldan im Westen.